# 8501 Wachholz
8501 Wachholz eller 1990 TK8 är en asteroid i huvudbältet som upptäcktes den 13 oktober 1990 av de båda tyska astronomen Freimut Börngen och Lutz D. Schmadel vid Tautenburg-observatoriet. Den är uppkallad efter Burkhard Wachholz.
Asteroiden har en diameter på ungefär 9 kilometer och den tillhör asteroidgruppen Eos.